# Lago Tenaya
Il lago Tenaya è un lago alpino del parco nazionale di Yosemite, posto tra la valle di Yosemite e le Tuolumne Meadows, in California. 
Il lago, la cui bellezza era decantata dai Nativi Americani, si è formato per azione di un ramo del ghiacciaio Tuolumne durante il suo passaggio attraverso il Tenaya Canyon e si trova a 2 484 metri di altitudine.
Il nome del lago deriva da Chief Tenaya, che incontrò il battaglione Mariposas nei pressi del lago. Oggi, il Tenaya Lake è facilmente raggiungibile tramite la strada statale Route 120 ed è un luogo di attrazione particolarmente popolare per le attività sull'acqua.

## Storia
Il Tenaya Lake è stato così chiamato in onore di Chief Tenaya, ma prima di ciò il lago era chiamato Pie-we-ack, o "Lago delle Pietre Scintillanti."[2], come oggi ricorda un'iscrizione incisa sul granito, sul lato est del lago stesso.
Essendo parte dell'area di Concessione di Yosemite del 1864, l'area divenne la prima ad essere protetta a livello federale per preservarla e garantirne il pubblico utilizzo, mentre Yosemite divenne Parco Nazionale solo nel 1916.
Nel 1868 John Muir scrisse della bellezza senza tempo del Tenaya nella sua opera My First Summer in the Sierra.[3]

## Idrologia
Il lago è rifornito di acqua da un sistema di torrenti e sorgenti, tra cui il Murphy Creek e il Tenaya Creek.

## Galleria d'immagini

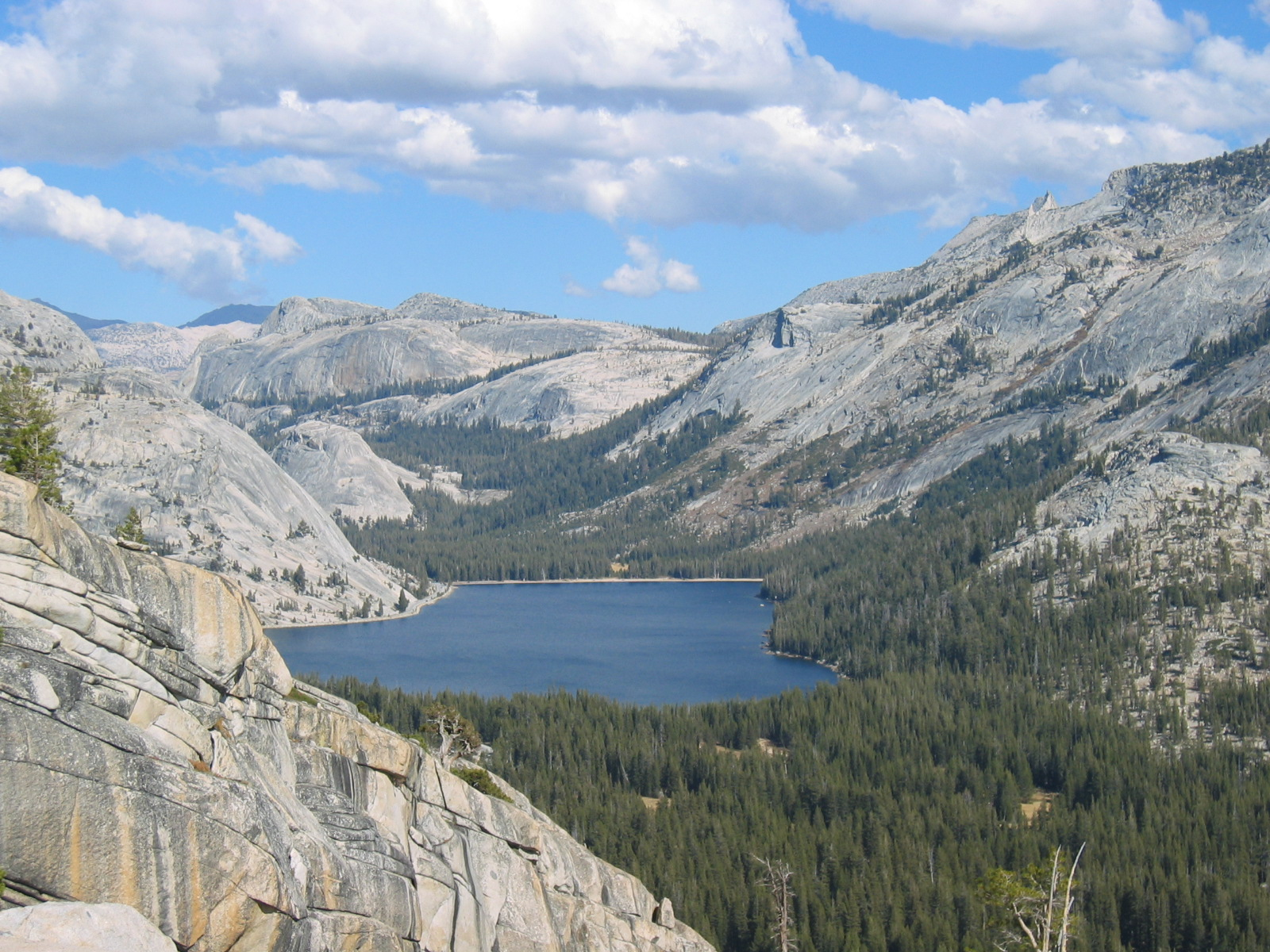
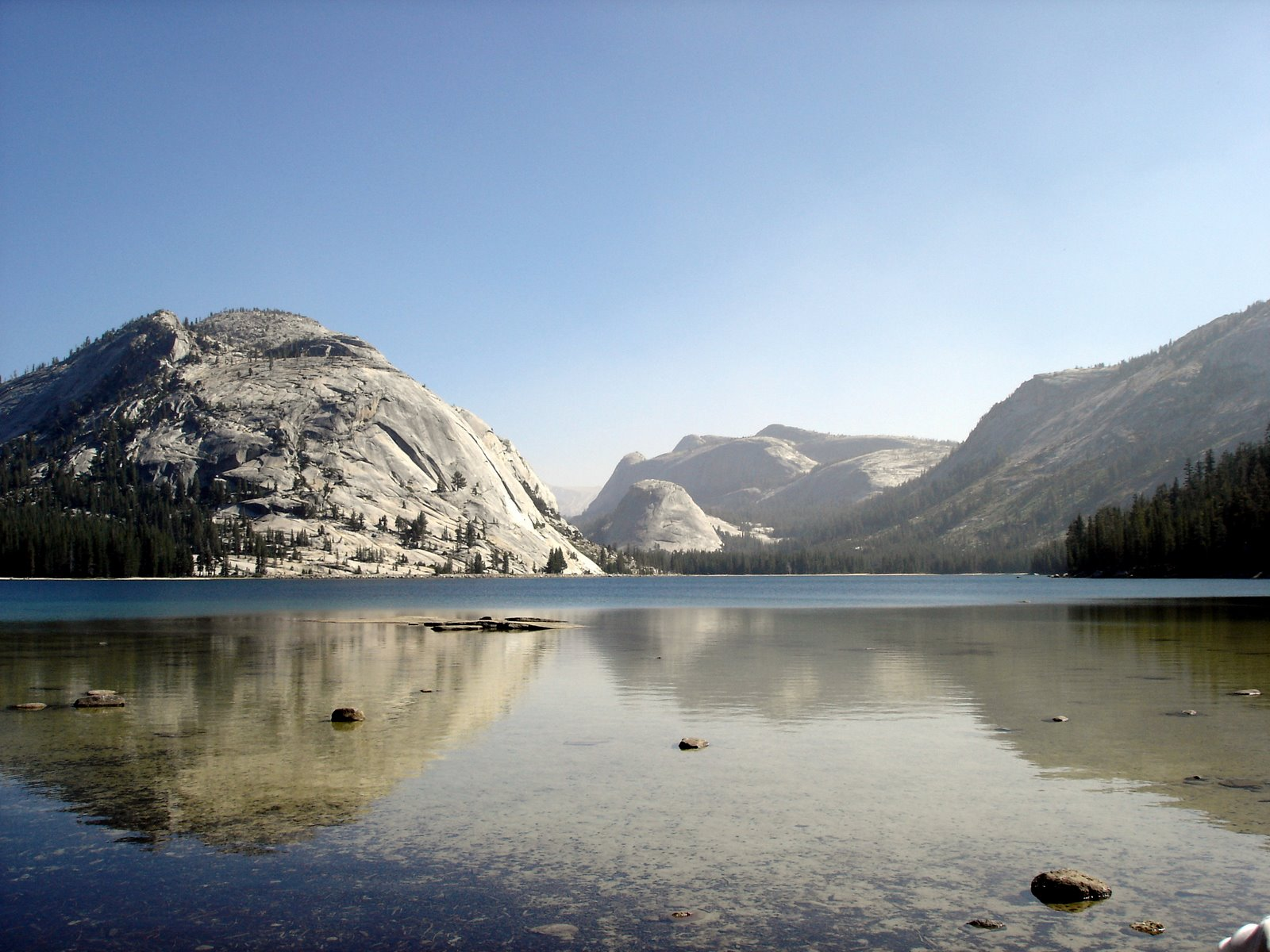
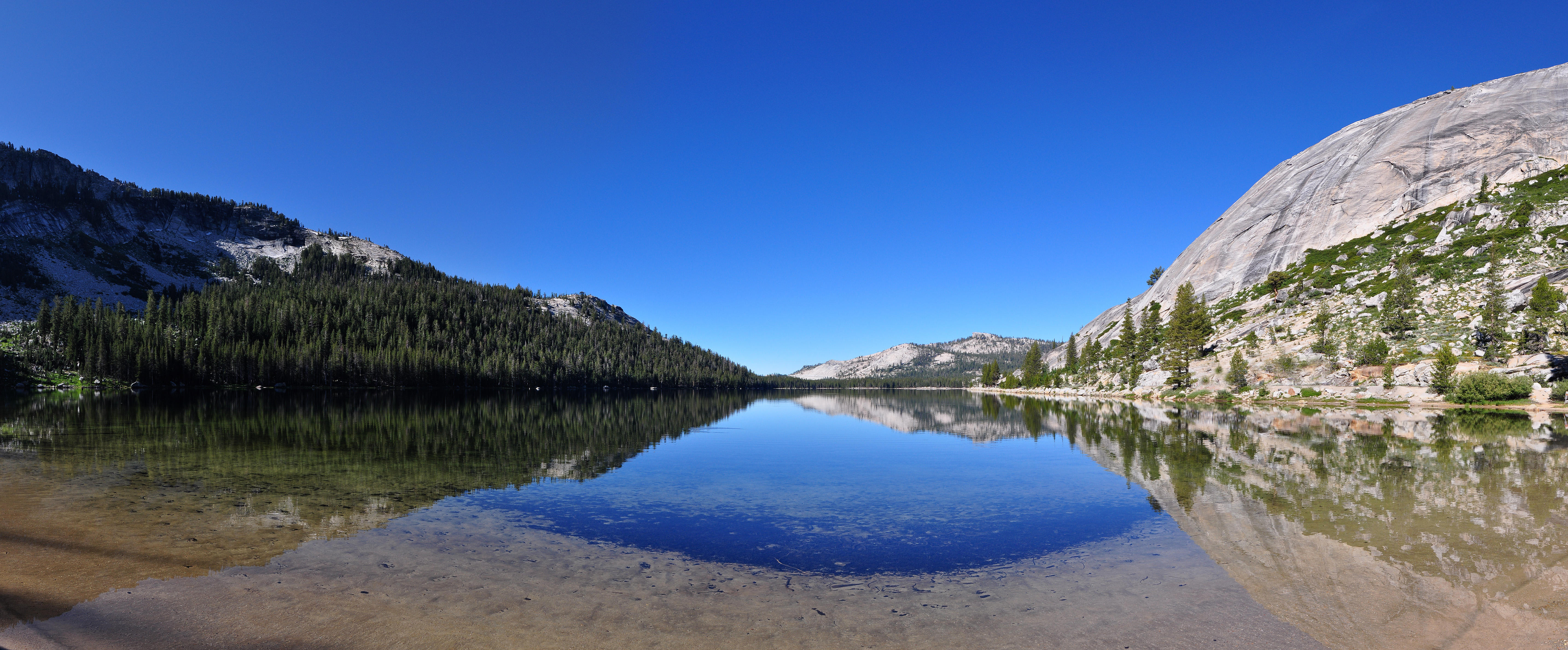